# بالابیو
بالابیو (به ایتالیایی: Ballabio) یک کومونه در ایتالیا است که در استان لکو واقع شده‌است. بالابیو ۱۵٫۰ کیلومتر مربع مساحت و ۳٬۶۲۷ نفر جمعیت دارد و ۶۶۱ متر بالاتر از سطح دریا واقع شده‌است.